# Tony Hernando
Tony Hernando es un guitarrista español de Rock y Heavy metal, miembro fundador y principal compositor de la nueva banda revelación Lords of Black. Como artista en solitario tiene cinco discos, incluyendo los aclamados “III”, "Actual Events" y el DVD “TH III Live!”, todos ellos junto al batería Mike Terrana. También es el responsable del proyecto AOR/ Hard Rock RESTLESS SPIRITS, con dos discos ("Restless Spirits" (2019) y "Second To None" (2022) bajo el sello Frontiers, con Hernando como productor y principal compositor y letrista junto a estrellas mundiales como Deen Castronovo (Dead Daisies, Ex-Journey, etc.), Johnny Gioeli (Hardline), Kent Hilli (Perfect Plan), Dino Jelusic (Animal Drive, Transiberian Orchestra), Chez Kane o Alessandro Del Vecchio.
Entre 2007 y 2013 fue además el guitarrista del grupo español de Heavy Metal Saratoga, editando tres álbumes de estudio y un álbum y DVD en directo. Tras anunciarce un parón indefinido de la banda Saratoga y una última gira de despedida, Tony Hernando funda en 2014 Lords of Black junto al cantante revelación Ronnie Romero, y el batería Andy C. (excompañero en Saratoga) se une poco después al grupo. 
Ha trabajado también recientemente en los dos discos en solitario del aclamado cantante norteamericano Ray Alder (Fates Warning) y en 2025 ha comenzado un nuevo proyecto bajo el nombre de HIGH KINGS RISING, lanzando hasta el momento tres singles de adelanto, junto a los cantantes Johnny Gioeli y Mark Boals (Yngwie Mamsteen, Ring Of Fire, etc.)
Tony Hernando ha tocado, grabado y trabajado con algunos de los mejores músicos de la escena, como Mike Terrana, Andy Timmons, Joey Tafolla, Richie Kotzen, William Stravato, Jeremy Colson, Mattias Eklundh, entre otros.

## Biografía
Tony Hernando nace en Salamanca, España, donde se inicia en la música en el Conservatorio Superior desde los nueve años de edad, cursando solfeo, armonía y Guitarra Clásica, empezando poco después con la guitarra eléctrica, primero de manera autodidacta y poco después trasladándose a Madrid, España, para estudiar en el IMT, dónde se introduce en los géneros de fusión y jazz. También estudió en la Universidad de Salamanca en la facultad de Ciencias.
Después se traslada a Los Ángeles, Estados Unidos, para estudiar en el Musicians Institute´s G.I.T. con profesores de la talla de Brett Garsed, Scott Henderson, Dan Gilbert y Paul Hanson entre otros, aunque reconoce que lo más importante y único fue el hecho de recibir clases privadas y Masterclasses con algunos de los guitarristas más importantes del mundo, como Joey Tafolla, Tony MacAlpine, Mike Stern, Frank Gambale, etc.; algunos de los cuales se convierten en amigos personales y con los que colabora en el futuro.
A su regreso a España, comienza a dar clases en diferentes escuelas y de manera privada, a la vez que escribe artículos y columnas para revistas especializadas.
En Salamanca funda el grupo Perfect Symmetry, con el que realiza conciertos junto a Joey Tafolla, Andy Timmons o el guitarrista granadino Porty, aunque lo disuelve al poco tiempo.
En el año 2000 publica su primer trabajo en solitario “High”, y comienza a dar bastantes clinics de demostración de los productos de las marcas para Ibanez y Line6.
En 2002 ficha por la compañía Lion Music y se edita el disco “The shades of truth”, con las colaboraciones de Mike Terrana a la batería, y donde también participan Andy Timmons y Vitalij Kuprij. Un ambicioso álbum que recorre estilos de Metal-Blues-Fusion.
En 2003 crea el proyecto Guitar Fest, una gira a modo G3, compartiendo cartel con artistas como Andy Timmons, Freak Kitchen y Richie Kotzen.
El tercer álbum en solitario de Tony, titulado “III”, (Lion Music 2004), vuelve a contar con Mike Terrana a la batería, y obtiene una acogida increíble entre público y prensa, al suponer un gran paso adelante en términos de composición y producción. Este mismo año se celebra la segunda edición del Guitarfest, acompañado esta vez por William Stravato y Richie Kotzen, mientras que la edición del 2005 estaba representada por la banda de Andy Timmons, y la de Tony Hernando junto a Mike Terrana.
De una de las giras que realiza junto a Mike en 2006 para la presentación del disco "III", se lleva a cabo la grabación y filmación del DVD/CD en directo “TH III Live!”, otro enorme paso adelante, un fantástico DVD junto a un CD de sonido demoledor y muchos temas extras que lo hacen imprescindible.
SARATOGA (2007-2013)
Casualmente es en ese momento cuando tiene lugar tiene el primer contacto con Niko del Hierro, bajista de Saratoga, para que este acompañe a Tony en la banda, pero la coincidencia de fechas con Saratoga lo hace imposible en aquel momento. Es sin embargo a finales del mismo año, cuando Leo Jiménez y Jero Ramiro se marchan de Saratoga, y Niko del Hierro ficha a Tony Hernando para el puesto de guitarra, uniéndose poco después el cantante Tete Novoa, que junto al batería Andy C. configuran el line up 2007 de Saratoga. Con esta nueva formación se presentan en el Viña 2007 y continúan con una gira de verano, incluyendo la primera visita a Sudamérica (Quito, Ecuador), y grabando además el nuevo disco "VII" (Avispa 2007), con nada menos que 15 canciones que van desde los sonidos tradicionales de Saratoga a temas más progresivos y modernos. La respuesta es fantástica y Saratoga se embarca en una gira de invierno de más de 20 conciertos donde la banda se asienta definitivamente con sus nuevos miembros.
Tony comienza la producción de su nuevo disco en solitario en los estudios de Roland Grapow (Masterplan, ex-Helloween) en Slovakia, de nuevo junto a Mike Terrana, editándose finalmente en febrero de 2009 bajo el título de "Actual Events" y recibiendo rápidamente críticas como su mejor trabajo hasta la fecha.
Durante 2009 coproduce el nuevo disco de la banda Saratoga, que llevará por título "Secretos y revelaciones", siendo mezclado por Roland Grapow y logrando una respuesta unánime de público y crítica como uno de los mejores de la historia de la banda. De la consiguiente gira de presentación sale el DVD en directo "Revelaciones de una noche", y la banda continúa en un gran estado de forma durante sus siguientes giras, incluyendo un exitoso Tour por Latinoamérica. Tony Hernando vuelve con un nuevo GuitarFest en marzo de 2011, en esta ocasión con nuevo batería en su banda, ni más ni menos que el norteamericano Jeremy Colson (Steve Vai, Billy Idol, Marty Friedman...), y junto a Mattias Eklundh como invitado especial, ofreciendo uno de los GuitarFest más exitosos hasta la fecha.
Después de otra masiva gira americana con Saratoga en otoño de 2011, la banda madrileña preparó un disco más, que les llevó a estar en estudio durante los meses de febrero y marzo de 2012, de nuevo bajo la producción de Niko del Hierro y Tony Hernando, y con Roland Grapow de nuevo encargándose de la mezcla y masterización. El álbum se tituló “Némesis” y salió en mayo de 2012.
LORDS OF BLACK (2014-presente)
En 2013, Tony se encargó de organizar un concierto benéfico a modo de tributo al desaparecido Ronnie James Dio que se celebró el 27 de abril de 2013, donde consiguió reunir a los mejores cantantes y músicos de la escena Metal de España y donde por primera vez conoció al cantante con el que fundaría Lords of Black un año después: Ronnie Romero.
En abril de 2014 el grupo Lords of Black.es presentado oficialmente, y el disco debut, Coproducido junto a Hernando, y mezclado y masterizado por Roland Grapow y de título homónimo sale a la luz, cosechando inmediatamente críticas en la escena de Metal como "mejor álbum debut" o "mejor álbum de 2014".
Durante 2014 y 2015 Lords Of Black realiza importantes conciertos de presentación, algunos de los cuales en calidad de "invitados especiales" de bandas de renombre internacional como Helloween, Unisonic o Gotthard. Estas actuaciones en directo de Lords of Black no hicieron sino aumentar esa reputación tanto a nivel de fanes como dentro de la misma escena internacional. Es sin embargo, durante la producción del nuevo álbum en 2015 cuando la "noticia del año" en el mundo del Rock estalla y se propaga como el fuego: Ritchie Blackmore anuncia su vuelta al Rock con un nuevo line up de Rainbow en el que figura al frente el mismísimo Ronnie Romero como nuevo cantante.  Este anuncio lo cambia todo; Lords of Black. son por fin mundialmente descubiertos y se produce el fichaje de la banda por parte de la discográfica Frontiers Records, quienes anuncian la salida del nuevo álbum "Lords of Black II" a nivel mundial para marzo de 2016. con gran éxito y al que siguen cuatro discos más de estudio (ver discografía) de gran reconocimiento por público y crítica.
HIGH KINGS RISING (2025)
Ha finales de 2024 Tony anuncia que está trabajando en un nuevo proyecto con diversos cantantes bajo el nombre de HIGH KINGS RISING y donde vuelve a sus raíces iniciales del Hard Rock y Heavy Rock de sus primeras influencias (Thin Lizzy, Gary Moore...). Ha lanzado hasta el momento tres singles de adelanto, junto a los cantantes Johnny Gioeli y Mark Boals (Yngwie Mamsteen, Ring Of Fire, etc.)

## Discografía

### En Solitario
- High (2000)
- The shades of truth (2002)
- III (2004)
- TH III Live! (2006)
- Actual Events (2009)

### Con Saratoga
- VII (2007)
- Secretos y Revelaciones (2009)
- Revelaciones de una noche (En directo) (2010)
- Némesis (2012)

### Con Lords of Black
- Lords of Black (2014)
- II (2016)
- Icons Of The New Days (2018)
- Alchemy of Souls - Part 1 (2020)
- Alchemy of Souls - Part 2 (2021)
- Mechanics of Predacity (2024)

### Con Restless Spirits
- Restless Spirits (2019)
- Second to None (2022)

### Otros
- Tributo a Uli Jon Roth (2003)
- Tributo a Gary Moore (2004)
- Tributo a Jimi Hendrix (2004)
- Mistheria "Messenger of the Gods" (2005)
- Ray Alder "What the Water Wants" (2019)
- Ray Alder "II" (2023)